# Jamaica Kincaid
Pour les articles homonymes, voir Kincaid.
Jamaica Kincaid, née Elaine Cynthia Potter Richardson le 25 mai 1949 à Saint John's en Antigua-et-Barbuda, est une écrivaine américano-antiguaise. Elle enseigne et réside aux États-Unis.

## Biographie
Jamaïca Kincaid a grandi dans la pauvreté avec sa mère, femme cultivée et littéraire, et son beau-père, menuisier. Elle est très proche de sa mère jusqu'à ce que ses trois frères naissent rapidement de façon successive, quand elle a neuf ans. Après leur naissance, Jamaïca Kincaid a le sentiment d'avoir été délaissée par sa mère, qui se préoccupe de ses jeunes frères.
Jamaïca Kincaid fréquente l'école mise en place par le système scolaire colonial britannique. Antigua devient indépendante de l'Angleterre, en 1981. Son beau-père  tombe malade et ne peut plus subvenir aux besoins de la famille. Jamaïca Kincaid quitte l'école à seize ans pour aider la famille à la naissance de son troisième et dernier frère.  
En 1966, sa mère l'envoie à Scarsdale, une banlieue de la classe supérieure de New York, à l’âge dix-sept ans, pour travailler comme fille au pair. Jamaïca Kincaid n'envoie pas d'argent et coupe les ponts avec sa famille jusqu'à son retour à Antigua 20 ans plus tard.

### Famille
En 1979, Jamaïca Kincaid épouse le compositeur et professeur Allen Shawn, fils de l’éditeur William Shawn et frère de l'acteur Wallace Shawn. Ils divorcent en 2002. Ils ont deux enfants, un fils, Harold, producteur de musique et compositeur de Levelsoundz, et une fille, la chanteuse et compositrice Annie Rosamond. Jamaïca Kincaid est la présidente du fan club Levelsoundz.
Jamaïca Kincaid est une passionnée de jardinage et qui a notamment beaucoup écrit sur le sujet. Elle s’est également convertie au judaïsme.

## Vue d'ensemble de carrière
Tout en travaillant comme une fille au pair, Jamaïca Kincaid s’inscrit à des cours du soir dans un collège communautaire. Trois ans plus tard, elle démissionne de son emploi pour s'inscrire au Franconia College (en) dans le New Hampshire avec une bourse complète. Jamaïca Kincaid y reste un an. Elle part à New York, où elle commence à écrire pour un magazine d’adolescentes. Pendant vingt ans, elle écrit pour The New Yorker. Elle change son nom en Jamaïca Kincaid en 1973, lorsqu'elle est publiée. Le changement de son nom lui permet de faire des choses qu'elle ne pouvait pas faire auparavant. Jamaïca Kincaid explique que la Jamaïque est une corruption anglaise de ce que Columbus a appelé Xaymaca.

## Œuvres

### Romans
- 1985 : Annie John (Annie John, éditions de l'Olivier, 1996)
- 1990 : Lucy (Lucy, Albin Michel, 1999)
- 1996 : The Autobiography of My Mother (Autobiographie de ma mère, éditions de l'Olivier, 1997) – Anisfield-Wolf Book Award 1997
- 2002 : Mr. Potter (Mr. Potter, éditions de l'Olivier, 2004)
- 2013 : See Now Then (Voyons voir, éditions de l'Olivier, 2016) - American Book Awards 2014

### Recueils de nouvelles
- 1983 : At the Bottom of the River (Au Fond de la rivière, éditions de l'Olivier, 2001)

### Essais et récits
- 1988 : A Small Place
- 1997 : My Brother (Mon frère, éditions de l'Olivier, 2000) – Prix Femina étranger 2000
- 2001 : Talk Stories
- 2001 : My Garden Book
- 2005 : Among Flowers: A Walk in the Himalayas